# Perfekcjonizm (językoznawstwo)
Perfekcjonizm – postawa językowa charakteryzująca się przekonaniem, że język jest przede wszystkim narzędziem komunikacji oraz że istnieje pewien ideał, do którego język powinien dążyć. Ideałem tym jest język precyzyjny, ekonomiczny, jednoznaczny i ścisły. Wynika z tego dążenie perfekcjonistów do precyzyjnego i jednoznacznego użycia elementów językowych, a także do ograniczenia wszelkich wyjątków, oboczności i nieregularności w języku. Sądy perfekcjonistyczne są oparte na przesłankach racjonalnych, ale bywają też uzasadniane wywodami o charakterze emocjonalnym.
Perfekcjoniści żywią niechęć do operowania wyrazami, których ich zdaniem użytkownicy języka dobrze nie rozumieją, takich jak „alternatywa” (np. używanie połączenia dwie alternatywy w znaczeniu dwie możliwości, niezgodnym z definicją proponowaną przez część źródeł normatywnych, może w ich mniemaniu prowadzić do nieporozumień). Unikają również wyrazów wieloznacznych, uznając, że mogą one spowodować niezrozumienie komunikatu przez odbiorcę. Dążą także do ścisłego trzymania się pewnych wzorców rejestru wysokiego bądź przyjętej terminologii naukowej czy zawodowej, niezależnie od powszechnej praktyki językowej (np. nie „bez”, a „lilak”, ponieważ tak brzmi naukowa nazwa tego krzewu, nie „kontakt”, ale „włącznik” i „wyłącznik” światła, nie „gdzie idziesz?”, ale „dokąd idziesz?”, ponieważ „gdzie” jest pytaniem o miejsce, a nie o kierunek, nie „plastik”, ale „tworzywo sztuczne”, ponieważ plastik jest materiałem wybuchowym itp.).
W zakresie gramatyki perfekcjoniści dążą do usunięcia wszelkich wyjątków przyjętych w języku (a więc nie: liść-liśćmi, ale liść-liściami, jak również nie: grunt-grunta, ale grunt-grunty itp.).
Również dla tej postawy charakterystyczna jest niechęć wobec rozpoczynania zdania od „więc” oraz domaganie się, żeby „zawsze mówić pełnymi zdaniami”.
Postawa perfekcjonistyczna łączy w sobie elementy konserwatyzmu językowego z wyrażaniem poparcia dla pewnych zmian, czasem wręcz dość radykalnych. Zwolennicy tej postawy odżegnują się od przejawów kreatywności językowej, a cechy języka takie jak wariantywność i zróżnicowanie stylistyczne uważają za nieistotne.